# Bette Porter
Bette Porter interpretado por Jennifer Beals es un personaje de la serie de televisión The L Word de la productora Ilene Chaiken.

## Historia
Bette se presenta como una educada lesbiana con herencia afroamericana y caucásica. Se crio en Filadelfia y estudió Historia del Arte en Yale, donde tuvo relaciones sexuales con un hombre gay (Coleman), quien en ese momento era su novio, pero se dio cuenta de que no tenía ningún interés en los hombres al enamorarse de su profesora de Historia del Arte de nombre Danica Palmer (Lifesize: 306). Eventualmente, ella declaró lesbiana.
Mientras era estudiante de posgrado en la Universidad de Yale, Bette se hizo amiga de una chica heterosexual llamada Kelly. Bette pronto se obsesionó romanticamente de ella, y cuando Kelly rechazó sus avances, como dice más adelante Kit (media hermana de ella), Bette entró en una profunda depresión lo que la llevó al borde del suicidio. Después de su graduación, Bette sigue adelante y pierde el contacto con Kelly.
Antes de que Bette conociera a Tina Kennard, salió con Alice Pieszecki durante seis semanas. Bette y Alice, tuvieron en una ocasión relaciones sexuales en secreto mientras se encontraban en la ópera Lakmé (The Flower Duet).
Tina conoció a Bette cuando su entonces novio, Eric, la llevó a la Galería de Bette Porter. Tina descubrió que ella era inteligente, fuerte, increíblemente hermosa, cálida y amable. Bette se percata que el arete derecho de Tina se había caído, quien supuestamente lo coloca de nuevo. 
Más tarde esa noche, Tina volvió a la galería para recuperar el pendiente perdido. Bette lo había guardado para ella. Mientras Tina estaba recogiendo de su mano, Bette la besó por primera vez.

## Vídeo del interrogatorio
Varias semanas después de que la serie de televisión terminara, el vídeo del Interrogatorio de la policía a Bette aparece en la página web de Showtime. A pesar de que Bette no divulgó ninguna información relacionada con la muerte de Jenny, Bette confiesa en secreto furiosa y devastada el hecho de que Tina nunca le pidió a ella que sea la madre biológica de su segundo hijo